# Hattane
Hattane (arabiska: حطان) är en stad i Marocko. Den ligger i provinsen Khouribga och regionen Béni Mellal-Khénifra, 130 km söder om huvudstaden Rabat. Antalet invånare var 10 618 vid folkräkningen 2014.